# Hikikomori
Hikikomori (ひきこもり o 引きこもり?  tdl. aislamiento social o reclusión social) es un término japonés, derivado del inglés, que se refiere al fenómeno social denominado «aislamiento social agudo» o «Trastorno de ansiedad social» (fobia social) según el DSM-5, así como a las personas afectadas por el mismo. Estas personas se ven sujetas a niveles extremos de aislamiento social y confinamiento al hogar debido a diversos factores personales y sociales en sus vidas, pudiendo tener su origen en problemas como la agorafobia, acoso escolar, el trastorno de personalidad por evitación, o la timidez extrema. Estimaciones del año 2016 sugerían que existían más de 500 000 hikikomori en Japón, afectando más a hombres que a mujeres.

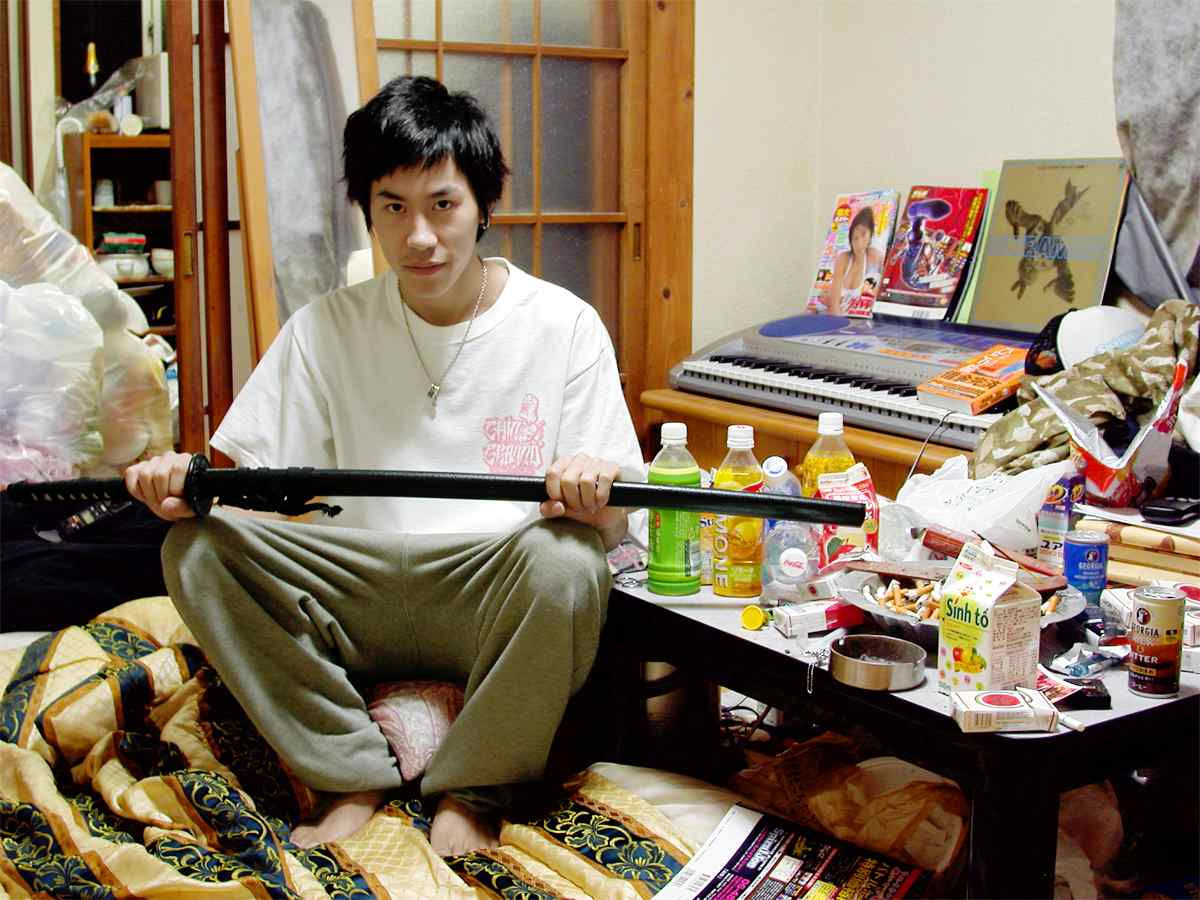
Un hikikomori.

En la terminología occidental y médica, este grupo puede incluir a individuos que sufren de Trastorno de ansiedad social (TAS), problemas de fobia social, agorafobia,  trastornos depresivos, trastorno afectivo estacional.

## Síntomas del aislamiento
Mientras que algunas personas sienten presión por parte del mundo exterior, y padecen agorafobia o fobia social, un hikikomori reacciona mediante un completo aislamiento social con el fin de evitar toda presión externa. Los hikikomori se aíslan en su dormitorio o alguna otra habitación de la casa de sus padres durante al menos 6 meses, o incluso hasta varios años. Normalmente no tienen ningún amigo (o evitan el contacto social), y en su mayoría duermen a lo largo del día, y por las noches ven la televisión, navegan por internet o juegan videojuegos. Todo esto hace de ellos un caso extremo de solteros parásitos (expresión japonesa para nombrar a aquellos que viven de las sopas instantáneas, viviendo en casa de sus padres para disfrutar de mayor comodidad).
El aislamiento de la sociedad normalmente comienza de forma gradual, antes de que el hikikomori cierre con llave la puerta de su habitación. Suelen acumular bastante basura a su alrededor (e incluso orines en botellas para evitar salir de la habitación), en especial de comida instantánea o a domicilio. A menudo se encuentran tristes, pierden sus amigos, se vuelven inseguros, tímidos y hablan menos. Frecuentemente son objeto de burla en el colegio, lo cual puede ser el detonante para su aislamiento.
La mayoría de los hikikomori mantienen contacto con el mundo exterior solamente mediante el ordenador, la televisión y los videojuegos en línea. Sin embargo, en casos extremos, el hikikomori puede cerrarse incluso a esto y permanecer horas y horas sin realizar actividades de interacción o apreciación social en absoluto.

## Impacto

### En elhikikomori
La falta de contacto social de estas personas y el aislamiento prolongado tienen un gran efecto en la mentalidad, con pérdida de habilidades sociales y los referentes morales necesarios. A menudo, el mundo de la televisión o los videojuegos se convierten en su marco de referencia.
Si el hikikomori finalmente (a menudo después de unos cuantos años) regresa a la sociedad por su propia voluntad, tiene que afrontar el problema de haber perdido muchas de sus habilidades sociales, así como años de estudio, lo que agrava la reintegración. Temen que los demás descubran su pasado como hikikomori, y se muestran vacilantes con la gente, especialmente si son desconocidos.
Es difícil conseguir cifras exactas sobre los distintos casos, ya que muchas familias deciden no hablar de este problema.

### En los padres
Tener un hikikomori en la familia normalmente es visto como algo vergonzoso y es considerado un problema interno de ésta, y muchos padres esperan mucho tiempo antes de buscar ayuda psicológica. Los colegios y asistentes sociales pueden hacer preguntas en caso de sospecha, pero normalmente no se involucran en la situación. Además, en Japón la educación del niño corre a cargo de la madre, por tradición, y puede que el padre deje todo el problema del hikikomori a la madre, la cual se siente sobreprotectora con su hijo. En un principio, la mayoría de los padres se limitan a esperar que el niño supere sus problemas y regrese a la sociedad por su propia voluntad. Lo ven como una fase que el niño ha de superar. Además, muchos padres no saben qué hacer con un hikikomori, y no impulsan ni obligan al niño a que vuelva a integrarse a la sociedad, optando simplemente por esperar debido a la falta de otras opciones.
Muchos padres de los hikikomori toman la decisión de enviarlos al extranjero, confiando en que el cambio de ambiente los ayude, pero lo único que hacen es pasarle el problema a la familia anfitriona, siendo esta la forma en que se conoció el problema en Occidente.

## Tratamiento
Hay diferentes opiniones sobre el tratamiento que debe seguir un hikikomori, y las opiniones a menudo se dividen en un punto de vista japonés y otro occidental. Los expertos japoneses normalmente sugieren mantener un contacto permanente sin invadir su espacio e intentar reincorporarlo a la sociedad de manera muy progresiva, mientras que los médicos occidentales piensan que hay que mantener una postura de firmeza e incluso actuar de manera directa forzando al hikikomori a abandonar su enclaustramiento. En cualquier caso, es necesaria una ayuda psicológica, ya que muchos padres se ven abrumados por los problemas de un hikikomori. Aunque hay algunos médicos y clínicas especializados en ayudar a jóvenes hikikomori, muchos de ellos y sus padres aún sienten falta de apoyo a sus problemas.[cita requerida]
El doctor japonés Tamaki Saito es precursor en los estudios de esta nueva enfermedad social.

## El resto del mundo
El aislamiento social completo es principalmente un fenómeno japonés, pero jóvenes en todo el mundo sufren la misma presión social y pueden ser objeto de burla, por lo que a menudo se crea un comportamiento parecido de odio y agresión. Se conocen casos en Hispanoamérica, especialmente Argentina y Venezuela, así como en Europa.
El Instituto de Neuropsiquiatría y Adicciones del Hospital del Mar de Barcelona ha confirmado casos en España. Los pacientes tenían un promedio de aislamiento de 39,3 meses y se ha documentado un caso extremo de 30 años de aislamiento social. En muchos casos había un trastorno mental asociado.

## Obras relacionadas
- Hikikomori (2012). Novela de Kevin Kuhn.
- Tokyo! (2008). Fragmento "Tokyo Shaking", de Bong Joon-ho.
- Me~teru no Kimochi (2006-2007). Manga de Hiroya Oku.
- El sol desnudo (novela de Isaac Asimov).
- Sala Samobójców (2011). Película polaca.
- Yume Nikki (2004-2018). Videojuego de PC de Kikiyama que se basa en este fenómeno social.
- Kagerou Project (2011-2014). Serie de novelas ligeras, manga y anime del escritor japonés Jin.
- Hikikomori (2007) novela de Ellen Kennedy y Tao Lin.
- Dublinesca, novela de Enrique Vila-Matas donde se trata esta temática.
- Verde rojo anaranjado (2016) cuento de Mariana Enríquez del libro Las cosas que perdimos en el fuego.
- Hikikomori (2016). Novela de Manuel Ángel Morales Escudero.
- NHK ni Yōkoso! (2002). Novela de Tatsuhiko Takimoto, la cual fue adaptada al animé con el título Welcome to the NHK.
- Le llamé Corbata (2012). Novela de Milena Michiko Flašar.
- Hikikomori (2018). Relato de ciencia ficción de Daniel González.[10]
- Dulce hogar (2020). Serie de Netflix en donde el protagonista es un hikikomori que planea suicidarse al perder a su familia.
- Omori (2020). Videojuego de PC de Omo Cat en el cual una de sus rutas se basa en este fenómeno social.